# Der Mieter (Oper)
Der Mieter ist eine Oper nach Motiven des Romans Der Mieter (Le locataire chimérique) von Roland Topor mit Musik von Arnulf Herrmann. Der Roman stammt aus dem Jahr 1964, die Oper entstand in den Jahren 2012 bis 2017. Das Libretto schrieb Händl Klaus.
Das Auftragswerk der Oper Frankfurt wurde am 12. November 2017 in der Regie von Johannes Erath ebendort uraufgeführt, es dirigierte Kazushi Ōno. Werk und Inszenierung wurden von Publikum und Presse überwiegend mit Begeisterung aufgenommen.

## Inhalt

### Sujet
Topors Roman wurde 1976 von Roman Polański unter dem Titel Le locataire verfilmt. Der Film inszenierte  den Anpassungsdruck in kleinbürgerlichen Milieus gegenüber Fremden als surreale Metapher. Arnulf Herrmann hat die Vorgänge, die in der heutigen Zeit anonymer ablaufen, wie z. B. ein Shitstorm im Internet, auf die Frage der Anpassung und Preisgabe der eigenen Identität unter äußerem Druck verdichtet.
In der Vorankündigung der Oper Frankfurt heißt es: „Wie weit ist man bereit zu gehen? Dabei ist es letztlich zweitrangig, ob der äußere Druck in allen seinen Facetten real ausgeübt oder ob er ab einem gewissen Punkt nur noch als solcher empfunden wird. Was ist das Eigene? Was ist das Fremde? Und wie verhält sich die Behauptung persönlicher Freiheit, vor allem unter äußerem Druck und Abhängigkeit, dazu?“
Der Kritiker Gerhard R. Koch beschrieb in der Frankfurter Allgemeinen Zeitung das Risiko der Sujetwahl als tödliche Doppelumarmung – einerseits durch „den sprachsuggestiven Roman“, anderseits durch „den bildmächtigen Film“. Er siedelte das Werk zwischen Kafkas Verwandlung und Sartres Geschlossene Gesellschaft an: „Die Hölle, das sind die anderen.“

### Struktur
Die Oper ist in drei Akte gegliedert:
- I. Der neue Mieter
- II. Nachbarn
- III. Verwandlung

Das Werk besteht aus 23 Szenen, die ineinander übergehen sollen. Bei der Uraufführung wurde die Oper ohne Pause gegeben.

### Handlung
Die Handlung spielt in einer mietshäuslichen Lebenswelt, die mit Wien um 1900 assoziiert werden kann, doch im Laufe der Inszenierung jedes Lokalkolorit hinter sich lässt. Arnulf Herrmann und Händl Klaus haben die Figuren umbenannt und den bei Polanski polnisch-jüdischen Hintergrund des Wohnungssuchenden Trelkovsky eliminiert. Der Mieter heißt nun Georg, seine Vormieterin Johanna.
Es herrscht Wohnungsnot.
I. Georg ist froh, ein Zimmer gefunden zu haben. Die Vormieterin hatte sich umgebracht, war aus dem Fenster gestürzt. Rasch nach seinem Einzug beginnen die Bewohner in Georgs Leben einzugreifen, sich in seine Gewohnheiten einzumischen, zuerst mit Beschwerden über angebliche Lärmbelästigung, dann mit Forderungen, sich an der Vertreibung anderer Mieter zu beteiligen. Es entwickelt sich ein Klima der Angst, Einschüchterung und Selbstbeschränkung.
II. Georg will sein Zimmer nicht verlieren und übt vorauseilenden Gehorsam. Sein Raum zieht sich buchstäblich zusammen. Doch es ist nicht ganz klar, was reale Bedrohung und was Angst ist, die sich in seinem Kopf eingenistet hat, oder ob es schon Paranoia ist, an der er leidet.
III. Georg verliert sich selbst, verliert seine Identität, verschmilzt mit der ihm unbekannten Person der Vormieterin. Es entwickelt sich die „idee fixe“, ihr Schicksal teilen zu müssen. Er wird vom Mann zur Frau, stürzt aus dem Fenster.

## Musik
Der Komponist Herrmann überreizt mit seiner Mikrotonalität „gekonnt […] das Wahrnehmungsspektrum“. Die Vertonung ist bläserlastig und wurde von einem Kritiker „als vielfältig gebrochener Klang“ beschrieben. Bernhard Uske zieht in der Frankfurter Rundschau einerseits eine Analogie zu Bergs Wozzeck – „harte, stoisch wirkende Intervallschritte einer repetitiven, redundanten, ja stumpfsinnigen Atmosphäre“ – anderseits zu Heavy Metal – „kalt-feurig, brutal-kontemplativ mit wenig Helligkeit.“
„«Der Mieter» gipfelt denn auch in einer schier endlosen Schlussszene, die die Vereinigung der Toten mit dem Lebenden in fast oratorienhafter Starre zum regelrechten Liebestod überhöht.“ So Michael Stallknecht in der Neuen Zürcher Zeitung. „Wie in Zeitlupe wird der Sprung auskomponiert, indem tiefe und hohe Orchesterstimmen immer weiter auseinanderdriften, bis auch der Hörer den Boden unter den Füssen verliert.“ (ebendort).
Weitgehend als ungewöhnlich und innovativ beschrieben wurde der Einsatz von Klangmaterialien, insbesondere das nahezu penetrante Klopfen der Nachbarn – „Zum Henker das ewige Pochen!“, so die NZZ – und das in Zeitlupe zerbrechende Glasdach während des Todessprungs, „gleichsam unter ein Mikroskop gelegt“. Durch die Rundumbeschallung mittels vierzig im Raum verteilter Lautsprecher fühlten sich die Zuschauer im Finale, „als seien sie eben erst durch die Luft geflogen, lägen nun selbst mitten auf dem zersplitternden Glas, und gleich werden sie fallen, ganz tief.“

### Instrumentierung
Folgende Orchesterbesetzung ist laut Partitur vorgeschrieben:
| - 3 Flöten - 3 Oboen - 4 Klarinetten - 3 Fagotte - 6 Hörner - 3 Trompeten in C - 3 Posaunen - 1 Tuba/Kontrabasstuba |  | - 1 Keyboard (für Geräusche und Steuerung) - 1 Harfe - 2 Pauken - 5 Schlagzeuger |  | - 12 Erste Geigen - 10 Zweite Geigen - 8 Bratschen - 8 Violoncelli - 6 Kontrabässe |

Weiters gibt es elektronische Klangmaterialien, die im Lauf der Oper wiederholt zum Einsatz kommen:
- Klopfgeräusche
- Metallisches Hämmern
- Knirschen zerbrechenden Glases in Zeitlupe
- Zuspiele von weißem Rauschen und Radiosequenzen

## Werkgeschichte
Für die Partie der Johanna schrieb Arnulf Herrmann drei „Gesänge“, die als „Drei Gesänge am offenen Fenster“ bereits 2014 bei der Musica Viva (München) uraufgeführt wurden. Damals sprang kurzfristig Anja Petersen ein. Sie bekam exzellente Kritiken.

### Uraufführung

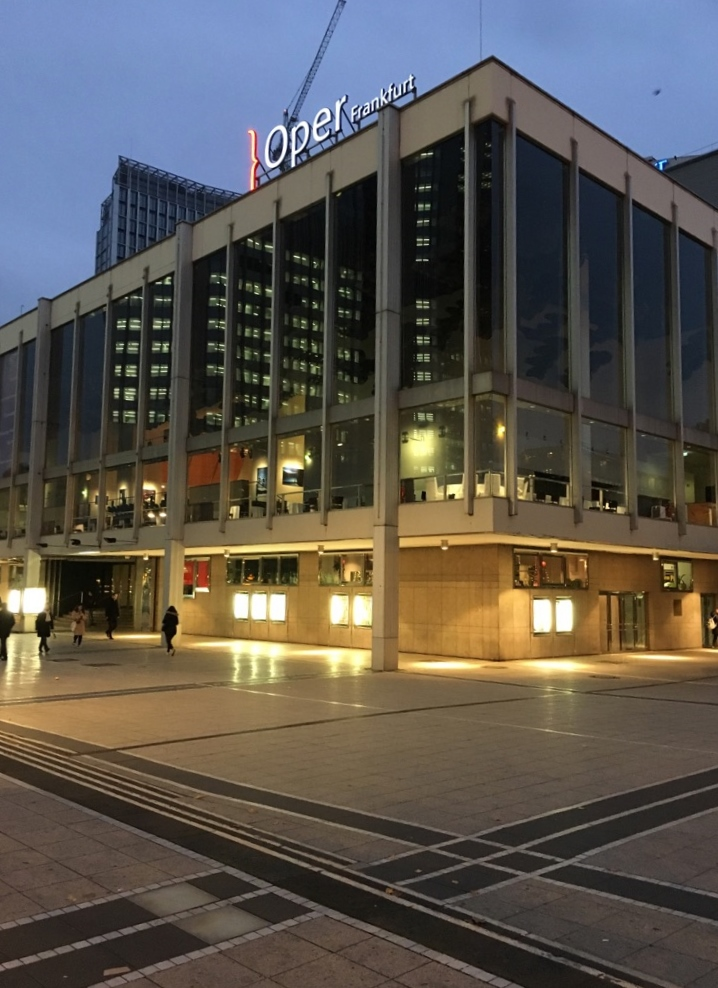
Oper Frankfurt

| Rolle         | Uraufführung Oper Frankfurt, 12. November 2017 |
| ------------- | ---------------------------------------------- |
| Georg         | Björn Bürger                                   |
| Johanna       | Anja Petersen                                  |
| Herr Zenk     | Alfred Reiter                                  |
| Frau Bach     | Hanna Schwarz                                  |
| Frau Greiner  | Claudia Mahnke                                 |
| Frau Dorn     | Judita Nagyová                                 |
| Körner        | Michael Porter                                 |
| Krell         | Theo Lebow                                     |
| Ingo, Kellner | Sebastian Geyer                                |
| Herr Kögel    | Miki Stojanov                                  |
|               |                                                |
| Orchester     | Frankfurter Opern- und Museumsorchester        |
| Chor          | Philharmonia Chor Wien                         |
| Dirigent      | Kazushi Ōno                                    |
| Chorleitung   | Walter Zeh                                     |
| Regie         | Johannes Erath                                 |
| Bühnenbild    | Kaspar Glarner                                 |
| Kostüme       | Katharina Tasch                                |
| Licht         | Joachim Klein                                  |
| Video         | Bibi Abel                                      |
| Sounddesign   | Josh Jürgen Martin                             |
| Dramaturgie   | Zsolt Horpácsy                                 |

### Inszenierung
Regisseur Johannes Erath entschied sich – bereits mit der Videosequenz zu Beginn – für „eine hypersurreale Szenerie, die auch dann nichts von ihrem Flair verliert, wenn auf der Bühne gespielt wird. Erosion der Handlung und Deformation des Protagonisten sind eins.“ Dem leitenden Team – Regisseur Erath, Bühnenbildner Kaspar Glarner und Videokünstlerin Bibi Abel – ist „ein faszinierendes Vexierspiel von Realem und Surrealem geglückt.“ Dies führt im Finale der Oper zur „scheinbaren Aufhebung der Schwerkraft: der Zimmerboden schwenkt in die Senkrechte und geradezu luftakrobatisch – im sichernden Seilgeschirr hängend – geht, sitzt und fällt Georg auf dieser Senkrechten, während ihn Johanna auf dem Bühnenboden liegend erwartet.“ Der Hauptdarsteller betritt – „in einem genau zur Musik getimten Video“ – den Balkon „und springt schließlich als Schatten auf den Balkonmauern in die Tiefe.“

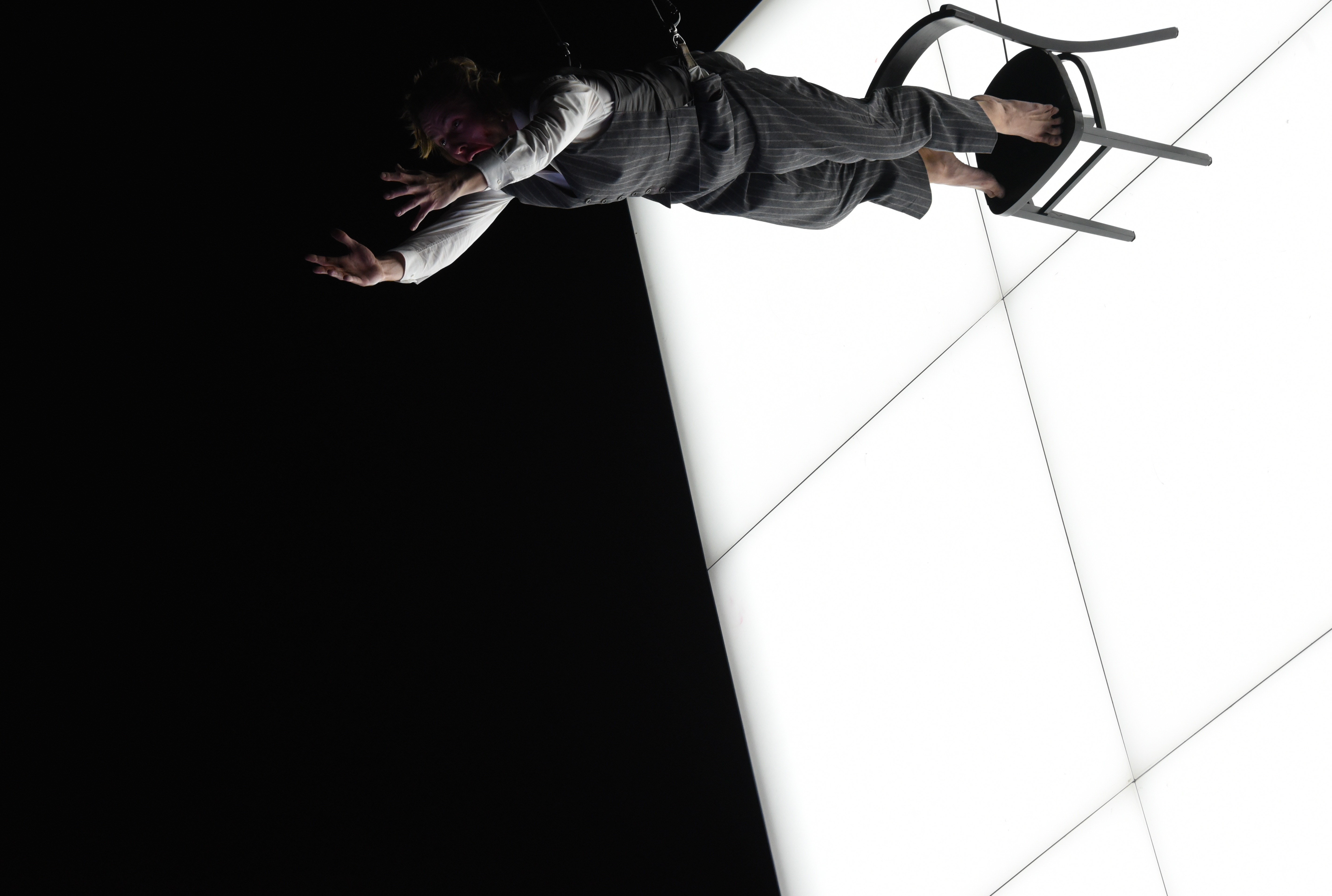
Die Regie lässt den Mieter aus dem Fenster stürzen, indem das Bühnenbild in die Senkrechte gekippt wird.
Björn Bürger in der Uraufführungsinszenierung, Oper Frankfurt, November 2017

### Resonanz auf die Frankfurter Uraufführung
Die Frankfurter Uraufführung wurde von Publikum und Presse überwiegend mit hoher Zustimmung und Begeisterung aufgenommen. Susanna Benda schrieb in den Stuttgarter Nachrichten: „[…] so verlässt man das Frankfurter Opernhaus nach zwei mit Klängen wie mit Bildern prall gefüllten Stunden am Sonntagabend mit der Gewissheit, etwas ganz Besonderes erlebt zu haben.“ Kritik kam von der Neuen Zürcher Zeitung, in der es hieß, es sei Librettist und Komponist nicht gelungen, „in knapp zwei pausenlosen Stunden Georgs zunehmende Ausgrenzung und Selbstausgrenzung wirklich als Prozess greifbar werden zu lassen“.
Das überwiegende Lob der Kritiker galt sowohl dem Librettisten und dem Komponisten als auch allen Beteiligten der Produktion. „Eine Aufführung aus einem Guss. […] Hinter dieser Uraufführung stand offensichtlich der ganze Apparat der Oper Frankfurt mit Begeisterung.“ Das Orchester machte „beste Figur“, auch der aus Wien engagierte, „ungemein präzise“ und „hinreißend virtuose“ Chor hatte „ganz erheblichen Anteil“ am Gelingen. Der japanische Dirigent Kazushi Ono habe sich als hochkompetenter Anwalt von Herrmanns vielschichtiger Partitur erwiesen, „deren Klänge er mit großer Souveränität und viel Feeling für Effekte ausbalanciert“ habe. Unter seiner Leitung habe das Opernorchester wie der Philharmonia Chor Wien „Maßstäbliches“ geleistet, befand Detlef Brandenburg in seiner Musiktheaterkritik für Die Deutsche Bühne.
Die Darstellerin der Johanna, die „fabelhafte Anja Petersen, schraubt ihren Sirenengesang immer weiter in die Höhe“, und der Sänger der Titelpartie, Björn Bürger, absolvierte „eine vokal-darstellerische tour de force, die er intensiv, vielfach differenziert höchst eindrucksvoll meistert“. Großer Beifall „für eine enorme Ensembleleistung“. Mirko Weber resümierte in der Zeit: „Analog zur Musik überreizt auch die Regie gerne die Wahrnehmung, wenn sie das Bühnenbild ins Vertikale kippt, um auch noch gegen die Gesetze der Schwerkraft anzukämpfen. Georg und sein Zimmer fallen endlich aus der Zeit, nicht jedoch aus dem Gedächtnis. Die Frankfurter Oper hat eine bezwingende Uraufführung im Repertoire.“ Detlef Brandenburg: „Diese Uraufführung setzte hohe Maßstäbe und riss den bei weitem größten Teil des Publikums zu großer Begeisterung hin.“